# 셸리 콘
셸리 콘(Shelley Conn, 1976년 9월 21일 ~ )은 잉글랜드의 배우이다.

## 출연 작품
- 세상의 모든 디저트: 러브 사라 (2020)
- 하트비트 (2016)
- 더 로터리 (2014)
- 마치랜드 (2011)
- 에브리씽 유브 갓 (2010)
- 데드 셋 (2008)
- 뉴 타운 킬러 (2008)
- 니나의 천국의 맛 (2006)
- 찰리와 초콜릿 공장 (2005)
- 포제션 (2002)
- 메이비 베이비 (2000)

### 텔레비전
- 캐주얼티 (2000-02)
- 미스트리스 (2008-10)
- 스트라이크 백 (2010)
- 테라 노바 (2011)
- 브리저튼 (2022)
- 멋진 징조들 (2023)
- 젠 V (2023)